# Eosuchia
Éosuchiens
Ce taxon est aujourd'hui obsolète.
Ordre
Eosuchia (ou les Éosuchiens) est un taxon obsolète qui était autrefois considéré comme un ordre fossile de Diapsides basaux. Il est aujourd'hui remplacé par le clade des Younginiformes. Les genres concernés vivaient au Permien et au Trias.

## Historique
Le groupe des Eosuchia avait été initialement défini par Robert Broom comme contenant tous les reptiles qui n'ont pas de fenêtre antéorbitaire mais qui ont conservé les os tabulaires, les post-pariétaux et une grande fosse hypophysaire. Robert Broom fit de ce taxon un sous-ordre pour y placer le genre nouvellement découvert Youngina.
De nombreux Diapsides y ont été inclus à un moment ou à un autre. Le taxon a été largement utilisé comme un taxon poubelle (ou taxon « fourre-tout ») pour les Diapsides qui n'étaient pas clairement lépidosauriens ni archosauriens, ou alternativement pour rassembler des reptiles situés à la base des Lépidosauromorphes.
En 1947, le paléontologue américain Alfred Romer a proposé l'ordre alternatif des Younginiformes, destiné aux Diapsides présentant notamment une arcade jugalo-quadratojugale puissante reliant le maxillaire à un os carré fixe.
L'Éosuchien type était Youngina, un petit reptile en forme de lézard du Permien supérieur trouvé en Afrique du Sud. Cet animal a donné son nom à la famille des Younginidae. Les Tangasauridae, une famille qui comprend des formes apparemment adaptées à la vie aquatique en eau douce, en sont proches.

## Liste des sous-taxons
Eosuchia stricto sensu (désormais Younginiformes) rassemblait les familles et genres suivants :
- ? Noteosuchus
- ? Acerosodontosaurus
- famille Galesphyridae
  - Galesphyrus
- famille Younginidae
  - Youngina
  - Heleosuchus
- famille Tangasauridae
  - Hovasaurus
  - Tangasaurus
  - Thadeosaurus
  - Kenyasaurus